# Matt Lindstrom
Pour les articles homonymes, voir Lindstrom.
Matthew James Lindstrom (né le 11 février 1980 à Rexburg, Idaho, États-Unis) est un lanceur de relève droitier de baseball de la Ligue majeure. Il est présentement agent libre.

## Carrière
Mormon, Matt Lindstrom joue au baseball au Ricks College (aujourd'hui BYU-Idaho) durant ses études supérieures. 
Il est drafté le 4 juin 2002 par les Mets de New York. Encore joueur de Ligues mineures, il est transféré chez les Marlins de la Floride le 20 novembre 2006. Il fait ses débuts en Ligue majeure le 4 avril 2007 sous les couleurs des Marlins.
Lanceur de relève, il devient stoppeur à la fin de la saison 2008 et enregistre son premier sauvetage le 5 septembre 2008 face aux Cardinals de Saint-Louis.
Sélectionné en équipe des États-Unis, il participe à la Classique mondiale de baseball 2009. Il prend part à deux matches, pour deux mances lancées, une victoire, un retrait sur des prises, un but sur balle et un coup de circuit concédé.
En décembre 2009, il passe des Marlins aux Astros de Houston en retour de 3 joueurs des ligues mineures. Comme stoppeur des Astros en 2010, il enregistre 23 sauvetages.
Le 23 décembre 2010, Houston échange Lindstrom aux Rockies du Colorado en retour de deux lanceurs des ligues mineures, le gaucher Wes Musick et le droitier Jonnathan Aristil.
Le 6 février 2012, les Rockies échangent Lindstrom et Jason Hammel aux Orioles de Baltimore en retour du lanceur gaucher Jeremy Guthrie.
Le 26 août 2012, les Orioles échangent Lindstrom aux Diamondbacks de l'Arizona en retour du lanceur gaucher Joe Saunders. Il maintient une moyenne de points mérités de 2,53 en 10 manches et deux tiers lancées en fin de saison pour Arizona, complétant 2012 avec une victoire et une moyenne de 2,68 en 47 manches lancées lors de 46 sorties pour les Orioles et les Diamondbacks.
En janvier 2013, Lindstrom signe un contrat d'un an avec les White Sox de Chicago. Il y connaît une bonne première saison avec une moyenne de points mérités de 3,12 en 75 sorties et 60 manches et deux tiers lancées. Mais en 2014, sa moyenne passe à 5,03 en 34 matchs et 35 manches lancées. Il réalise 6 sauvetages à sa seconde saison chez les White Sox, marquée par une absence de près de trois mois après une opération à la cheville subie à la fin mai.
Il signe un contrat des ligues mineures avec les Angels de Los Angeles le 17 février 2015 mais est libéré vers la fin du camp d'entraînement printanier.